# Camilo Cienfuegos
Camilo Cienfuegos Gorriarán, född 6 februari 1932 i Havanna, död 28 oktober 1959 över Atlanten, var en kubansk revolutionär.
Cienfuegos deltog i aktiviteter mot den kubanske diktatorn Fulgencio Batista och spelade en viktig roll i den kubanska revolutionen. Han var en av revolutionens mer framträdande figurer, tillsammans med Fidel Castro, Raúl Castro och Che Guevara.
Varje år den 28 oktober kastar kubaner blommor i havet till minne av Cienfuegos.

## Biografi
Camilo Cienfuegos föddes 1932 i Havannas Lawton-distrikt. Han växte upp i en arbetarklassfamilj som hade emigrerat från Spanien före spanska inbördeskriget. Cienfuegos familj var anarkister. Han själv kallade sig inte anarkist men drogs till anarkismens antiauktoritära idéer.
Cienfuegos deltog inte i själva slaget mot militärgarnisonen i "Cuartel de Moncada" (Moncadakvarteren) 1953, som gav Castros revolutionsarmé namnet 26 juli-rörelsen. Han sökte upp rörelsen i Mexiko och var med på båten Granma, som transporterade revolutionaärerna till Kuba och under revolutionen anförde han rebellmaktens andra kolumn (Antonio Maceo) tillsammans med Che Guevara.
Efter den framgångsrika revolutionen ingick Cienfuegos i arméns högsta ledning och bekämpade därigenom de kontrarevolutionära upproren. Han deltog även i landreformen.

## Död
Cienfuegos dog den 28 oktober 1959 över Atlanten under en flygning mellan Camagüey och Havanna.
Den officiella versionen säger att Cienfuegos avled i en flygplansolycka under dåligt väder.
Kritiker menar emellertid ibland att Castro kan ha beordrat Cienfuegos död efter meningsskiljaktigheter, som under revolutionens första år ledde till att flera inom Castros närmaste krets (som Huber Matos) torterades och/eller avrättades. Cienfuegos ställning var så stark att en offentlig process skulle ha lett till kontroverser, vilket skulle stödja teorin om ett attentat.
Andra har anklagat CIA för att ha fått planet att störta i syfte att underminera den revolutionära regeringen, eller skicka en varning till den nya regimen. USA hade bemött revolutionens seger med skepsis och kom senare att genomföra en serie attentatförsök mot Castro själv. 1959 var dock förhållandena spända snarare än dåliga, och Eisenhower hade genom ett vapenembargo mot Batistaregimen indirekt godkänt revolutionärernas seger, vilket talar emot påståendet.